# رحیم نوه‌سی

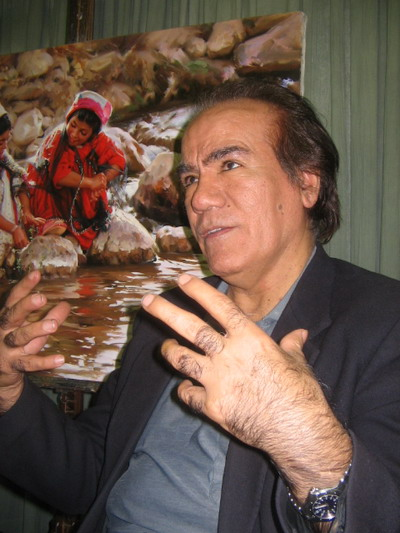
farme

رحیم نوه سی در سال(۱۳۳۰ خورشیدی) در شهرستان خوی از توابع استان آذرباییجان غربی دیده به جهان گشود . وی دوران کودکی و تحصیلات خود را در خوی و سپس در تهران در کنار برادرش کریم نوه سی پشت سر گذاشت .
در هفت سالگی با دیدن یک طراحی از چهره خواهرش نخستین بارقه‌های علاقه به دنیای نقاشی و رنگ را در وجود خود کشف کرد .
وی در بدو شروع مدت کوتاهی نزد استاد هوشنگ صادق پور به پرورش استعداد خود همت گماشت و سپس نزد استاد مسلم الک کازاریان تحت تعلیم وی قرار گرفت و برای تکمیل راهی کشور اتریش شد و نام خود را به عنوان یکی از برجسته‌ترین و مستعدترین هنرجویان آکادمی هنرهای زیبای وین مطرح ساخت .
تکنیک نقاشی استاد رحیم نوه سی اغلب با هنرمندان ممتازی نظیر ریچارد اشمیت، کارپلان و گارماش مقایسه می‌شود .
پس از دوازده سال و با وجود پیشنهادهای متعدد دانشگاه‌ها و مراکز هنری خارج از کشور به ایران بازگشت

## نمایشگاه‌های خارج از کشور
برپایی نمایشگاه‌هایی انفرادی به همت مدرسه هنرهایی زیبایی وین در کشورهایی فرانسه، انگلیس، آلمان، سویس، مجارستان و بلژیک بین سال‌هایی ۱۳۵۲ تا ۱۳۶۹.

## نمایشگاه‌های داخلی
_برگزاری اولین نمایشگاه انفرادی در فرهنگسرای نیاوران در سال ۱۳۶۵.
_حضور در سه دوره نمایشگاه دوسالانه نقاشی در سال‌های ۷۴- ۷۲- ۱۳۷۰
_ بر پایی نمایشگاه‌هایی انفرادی در موزه هنرهای معاصر تهران در سال ۷۵-۷۴- ۷۳- ۱۳۷۲
_ برپایی نمایشگاه‌هایی انفرادی در گالری کمال الملک در سال‌هایی ۷۵ -۷۴- ۱۳۷۲
_شرکت در نمایشگاه استادان نقاش در موزه هنرهایی معاصر سال ۱۳۷۹
_شرکت در نمایشگاه گروهی در گالری کمال الملک در سال ۱۳۸۰

_برگزاری نمایشگاه انفرادی در فرهنگسرای نیاوران در بهمن ماه سال ۱۳۹۶
_ برگزاری ورکشاپ در ۱۱ اسفند ماه ۱۳۹۶ در موسسه فرهنگی اکو در اقدسیه تهران

## سبک کاری
سبک استاد نوه سی ، تلفیقی از دو شیوهٔ رئالیسم و امپرسیونیسم است. وی که از پیشگامان و پایه گذاران این شیوه در ایران است، تاکنون شاگردان زیادی را آموزش داده و به جامعه هنر ایران و جهان معرفی کرده‌است.

## منبع
استاد رحیم نوه سی از بزرگان هنر نقاشی ایران

## پیوندها
Http://instagram.com/master_rahimnavesi%5Bپیوند+مرده%5D
http://www.honaronline.ir/%D8%A8%D8%AE%D8%B4-%D8%AA%D8%AC%D8%B3%D9%85%DB%8C-4/113803-%D8%B1%D8%AD%DB%8C%D9%85-%D9%86%D9%88%D9%87-%D8%B3%DB%8C-%D8%AC%D9%86%DA%AF-%D9%BE%D8%A7%DB%8C%D8%A7%D9%86-%D9%86%D8%A7%D9%BE%D8%B0%DB%8C%D8%B1%DB%8C-%D8%A8%D8%A7-%D9%87%D9%86%D8%B1-%D8%B1%D8%A6%D8%A7%D9%84%DB%8C%D8%B3%D9%85%DB%8C-%D8%AF%D8%B1-%D8%A7%DB%8C%D8%B1%D8%A7%D9%86-%D9%88%D8%AC%D9%88%D8%AF-%D8%AF%D8%A7%D8%B1%D8%AF-%D9%85%D9%87%D8%AF%DB%8C-%D8%B5%D9%88%D8%AA%DB%8C-%D9%87%D9%85%D9%87-%D8%A7%D8%B2-%D9%87%D9%86%D8%B1-%D8%B1%D8%A6%D8%A7%D9%84-%D8%AA%D8%A3%D8%AB%DB%8C%D8%B1-%D9%85%DB%8C-%DA%AF%DB%8C%D8%B1%D9%86%D8%AF
http://webapp.iranseda.ir/GetListTimeArchivePart.aspx?VALID=TRUE&pno=1000&chid=11&ti=16_00&date=2-5-2018